# 朗多尔特
朗多尔特（法語：Landorthe，法語發音：[lɑ̃dɔʁt]）是法国上加龙省的一个市镇，属于圣戈当区。

## 地理
朗多尔特（43°7'53"N, 0°47'2"E）面积9.65 平方千米，位于法国奧克西塔尼大區上加龙省，该省份为法国西南部内陆省份，西南端与西班牙接壤，自此顺时针与上比利牛斯省、热尔省、塔恩-加龙省、塔恩省、奥德省和阿列日省接壤。
与朗多尔特接壤的市镇（或旧市镇、城区）包括：卡斯蒂永-德圣马托里、埃斯唐卡尔邦、列乌、圣戈当、圣梅达尔、萨瓦尔泰斯。

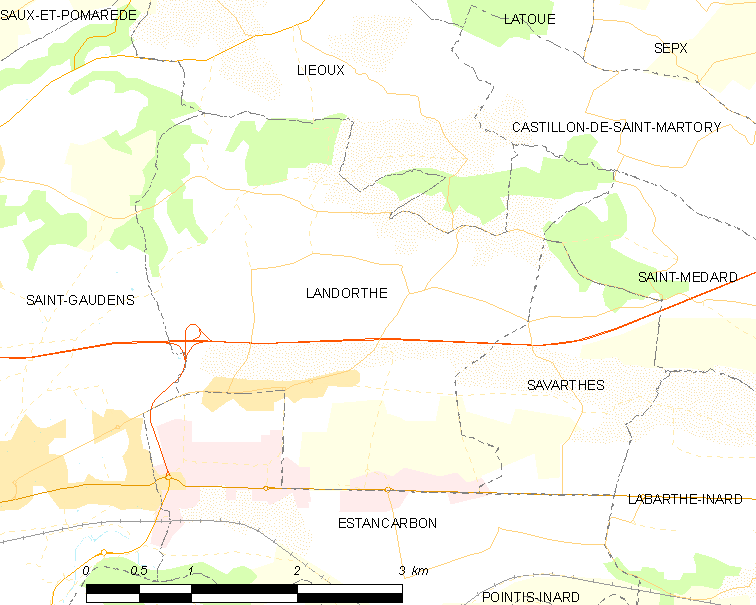
朗多尔特的OSM定位图

朗多尔特的时区为UTC+01:00、UTC+02:00（夏令时）。

## 行政
朗多尔特的邮政编码为31800，INSEE市镇编码为31270。

## 政治
朗多尔特所属的省级选区为圣戈当县。

## 人口

1962-2008年间朗多尔特人口变化图示

朗多尔特于2022年1月1日时的人口数量为1028人。